# キラメキ☆MMMBOP
「キラメキ☆MMMBOP」（キラメキンー・バップ、原題：MMMBop）は、アメリカ合衆国のポップ・ロック・バンドハンソンが1997年に発表した楽曲である。1998年2月に行われた第40回グラミー賞で2部門にノミネートされ、バンドにとって最も成功した曲となった。

## 概要
この曲はハンソンにとってデビューシングルであるにもかかわらず、アメリカのみならずイギリス、ドイツ、オーストラリア、メキシコなど27か国のヒットチャートで1位を記録する大ヒットとなった。イギリスでは71万枚を売り上げ、ナンバー1に3週間とどまった。『ローリング・ストーン』や『スピン』などの雑誌、ケーブルテレビチャンネルVH1で読者投票のトップに立ったほかに、『ヴィレッジ・ヴォイス』誌による評論ではその年のベスト・シングルに選ばれた。VH1が発表した「90年代のグレイテスト・ソング100」で20位となり、同じくVH1が発表した「過去25年間のグレイテスト・ソング100」では98位を記録している。
この曲はもともと1996年に発表されたインディーズ・アルバムに収録されていたバラードだったが、プロデューサーのダスト・ブラザーズの手によってアップビートなトラックに書き換えられた。
日本では1997年夏頃、フジテレビで深夜に放送されていた音楽番組『BEAT UK』でUKシングルチャートトップ20でNo.1を獲得した。
2023年にはイギリスのポップ・パンク・バンドであるバステッドとコラボレーションの上、MMMBop 2.0と題された本曲の新バージョンが公開され、全英シングルチャートでは10位にランクインした。

## チャート・ポジション
| チャート（1997年）                           | 最高位 |
| -------------------------------------------- | ------ |
| オーストラリア (ARIA)                        | 1      |
| オーストリア (Ö3 Austria Top 40)             | 1      |
| ベルギー (Ultratop 50 Flanders)              | 1      |
| ベルギー (Ultratop 50 Wallonia)              | 4      |
| カナダ (CRIA)                                | 1      |
| ヨーロッパ（ヨーロピアン・ホット100）        | 1      |
| フィンランド (Suomen virallinen lista)       | 4      |
| フランス (SNEP)                              | 4      |
| ドイツ (GfK Entertainment charts)            | 1      |
| アイルランド (IRMA)                          | 1      |
| イタリア (FIMI)                              | 6      |
| オランダ (Dutch Top 40)                      | 2      |
| ニュージーランド (Recorded Music NZ)         | 1      |
| ノルウェー (VG-lista)                        | 2      |
| スペイン (AFYVE)                             | 1      |
| スウェーデン (Sverigetopplistan)             | 1      |
| スイス (Schweizer Hitparade)                 | 1      |
| イギリス（全英シングルチャート）             | 1      |
| アメリカ合衆国 (Billboard Hot 100)           | 1      |
| アメリカ合衆国（アダルト・コンテンポラリー） | 21     |
| アメリカ合衆国（アダルト・トップ40）         | 5      |
| アメリカ合衆国（メインストリーム・トップ40） | 1      |

| 年間チャート（1997年）                  | 順位 |
| --------------------------------------- | ---- |
| オーストラリア・ARIAチャート            | 5    |
| カナダ・RPMシングル・チャート           | 4    |
| ヨーロッパ（ユーロチャート・ホット100） | 10   |
| 全英シングルチャート                    | 11   |
| アメリカ合衆国・Billboard Hot 100       | 12   |

| チャート（1990年代）              | 順位 |
| --------------------------------- | ---- |
| アメリカ合衆国・Billboard Hot 100 | 57   |

| 先代 ノトーリアス・B.I.G.「ヒプノタイズ」                                              | ビルボード・ホット100 1位獲得作品 1997年5月24日 - 1997年6月7日（3週間）        | 次代 パフ・ダディ featuring フェイス・エヴァンス & 112「アイル・ビー・ミッシング・ユー〜見つめていたい」 |
| 先代 エターナル featuring ビービー・ワイナンス「アイ・ワナ・ビー・ジ・オンリー・ワン」 | 全英シングルチャート 1位獲得作品 1997年6月1日 - 1997年6月14日                  | 次代 パフ・ダディ featuring フェイス・エヴァンス & 112「アイル・ビー・ミッシング・ユー〜見つめていたい」 |
| 先代 サヴェージ・ガーデン「トゥルーリー・マッドリー・ディープリー」                    | ARIAシングルチャート 1位獲得作品 1997年6月1日 - 1997年7月27日（9週間）         | 次代 パフ・ダディ featuring フェイス・エヴァンス & 112「アイル・ビー・ミッシング・ユー〜見つめていたい」 |
| 先代 サヴェージ・ガーデン「アイ・ウォント・ユー」                                      | ビルボード・トップ40メインストリーム 1位獲得作品 1997年5月24日 - 1997年7月12日 | 次代 メレディス・ブルックス「ビッチ」                                                                    |
| 先代 サラ・ブライトマン & アンドレア・ボチェッリ「タイム・トゥ・セイ・グッバイ」       | アイルランド・シングルチャート 1位獲得作品 1997年6月14日（3週間）              | 次代 パフ・ダディ featuring フェイス・エヴァンス & 112「アイル・ビー・ミッシング・ユー〜見つめていたい」 |
| 先代 SWV「キャン・ウィー」                                                             | ニュージーランド・シングルチャート 1位獲得作品 1997年6月22日（2週間）          | 次代 パフ・ダディ featuring フェイス・エヴァンス & 112「アイル・ビー・ミッシング・ユー〜見つめていたい」 |
| 先代 アンドレア・ボチェッリ & ジュディ・ヴァイス「Vivo per lei- Ich lebe für Sie」     | スイス・シングルチャート 1位獲得作品 1997年6月22日（4週間）                    | 次代 パフ・ダディ featuring フェイス・エヴァンス & 112「アイル・ビー・ミッシング・ユー〜見つめていたい」 |
| 先代 Members of Mayday「Sonic Empir」                                                  | ドイツ・シングルチャート 1位獲得作品 1997年6月20日 (1週間)                     | 次代 パフ・ダディ featuring フェイス・エヴァンス & 112「アイル・ビー・ミッシング・ユー〜見つめていたい」 |
| 先代 アワ・レディ・ピース「クラムシー」                                                | カナダ・シングルチャート 1位獲得作品年月 1997年7月14日（3週間）                | 次代 サラ・マクラクラン「ビルディング・ア・ミステリー」                                                  |
| 先代 Sash! featuring Rodriquez「Ecuador」                                              | ベルギー（フランドル） シングルチャート 1位獲得作品 1997年7月12日（4週間）     | 次代 パフ・ダディ featuring フェイス・エヴァンス & 112「アイル・ビー・ミッシング・ユー〜見つめていたい」 |
| 先代 ラインハルト・フェントリッヒ「Blond」                                             | オーストリア・シングルチャート 1位獲得作品 1997年6月29日（3週間）              | 次代 パフ・ダディ featuring フェイス・エヴァンス & 112「アイル・ビー・ミッシング・ユー〜見つめていたい」 |
| 先代 パラディシオ「Bailando」                                                          | スウェーデン・シングルチャート 1位獲得作品 1997年6月6日（1週間）               | 次代 パラディシオ「Bailando」                                                                            |